# Lespiteau
Lespiteau – miejscowość i gmina we Francji, w regionie Oksytania, w departamencie Górna Garonna.
Według danych na rok 1990 gminę zamieszkiwało 68 osób, a gęstość zaludnienia wynosiła 38 osób/km² (wśród 3020 gmin regionu Midi-Pireneje Lespiteau plasuje się na 995. miejscu pod względem liczby ludności, natomiast pod względem powierzchni na miejscu 1727.).